# Ezza South
Ezza South es una localidad del estado de Ebonyi, en Nigeria, con una población estimada en marzo de 2016 de 176 800 habitantes.
Se encuentra ubicada al sureste del país, cerca del delta del Níger y de la frontera con Camerún.